# Oscar Ferreira
Oscar Agustín Ferreira de los Santos (Capiatá, Paraguay, 28 de agosto de 1966) es un exfutbolista paraguayo. Jugaba de delantero y militó en diversos clubes de Paraguay, Alemania, Perú y Chile.

## Clubes
| Club                | País     | Año       |
| ------------------- | -------- | --------- |
| San Lorenzo         | Paraguay | 1986-1988 |
| Olimpia             | Paraguay | 1989      |
| 1.SC Norderstedt    | Alemania | 1989-1990 |
| 1.FC Unión Berlín   | Alemania | 1990-1991 |
| Sporting Cristal    | Perú     | 1992      |
| Deportivo Sipesa    | Perú     | 1993      |
| Audax Italiano      | Chile    | 1994      |
| Deportes Concepción | Chile    | 1995      |
| Deportes Linares    | Chile    | 1996      |
| San Lorenzo         | Paraguay | 1997      |
| Cerro Porteño       | Paraguay | 1998      |
| 12 de Octubre       | Paraguay | 1999      |